# Xavier de Cacqueray
 (octobre 2024).
Xavier Marie Joseph Amable de Cacqueray-Valménier (1928-1958), connu comme le capitaine de Cacqueray, est un officier français mort pour la France et ayant donné son nom à la promotion 2009-2012 de l'école spéciale militaire de Saint-Cyr.

## Biographie

### Enfance
Fils de Robert de Cacqueray-Valménier (1897-1985), officier de cavalerie, et d'Helène Hoquétis, Xavier est né le 25 mai 1928 à Bordeaux dans une famille de gentilshommes verriers.
Second d'une fratrie de sept enfants, Xavier est le frère de Yolande, Loïc, Philippe, Bernard, Hugues et Béatrice[source insuffisante].

### Résistance
Xavier sera cité pour s'être engagé dans la Résistance à 15 ans. Il obtiendra également la Croix de Guerre 1939-1945.
Fidèle héritier du patriotisme ardent de sa famille, a, pendant l’occupation et malgré son jeune âge, constamment lutté contre l’Allemand et fourni des renseignements importants à la Résistance. Dans la nuit du 22 au 23 septembre 1943, trompant la surveillance ennemie, a pénétré par effraction dans les locaux du poste frontière de Saint-Macaire, en a détruit et enlevé les installations téléphoniques, s’est emparé de carnets et documents importants qu’il a fait parvenir à l’O.R.A. Mérite d’être cité en exemple pour son courage et son esprit de décision.

### Carrière militaire
Il intègre l'ESM de Saint Cyr en 1948 dans la promotion Général Frère.
En 1950 il rejoint le 1er régiment de hussards.

#### Indochine
Il combat en Indochine du 16 octobre 1952 au 14 janvier 1955 au 2e groupement amphibie du 1er régiment étranger de cavalerie.
Il obtiendra au cours de ce séjour la Croix de Guerre des T.O.E. avec étoile d’argent puis avec palme et trois citations :

Citation à l’ordre de la Division (O.G. 2941/ FTNV du 30 septembre 1953), comportant l’attribution de la Croix de Guerre des T.O.E. avec étoile d’argent :
Jeune officier de Légion aussi modeste que brave. Le 28 août 1953, commandant les sections de tête de son escadron porté amphibie, a abordé successivement 5 villages du Tien Lang (Nord Viêt- Nam), défendus par l’ennemi. Attaquant à 14 heures le village d’An Thong où s’était concentrée la résistance rebelle, a entraîné ses sections vers la brèche ouverte dans les défenses par le feu des L.V.T. d’un élan irrésistible, malgré la densité du feu ennemi et ayant de l’eau jusqu’à mi-corps.

Menant pendant cinq heures un âpre combat de rues dans le village exceptionnellement fortifié, n’a cessé au milieu des éclaireurs de pointe de renseigner son capitaine avec la plus grande exactitude, permettant à celui-ci d’orienter sa manœuvre, de ramener ses tués et blessés, de récupérer 8 cadavres V.M.. A été à la base d’une très belle action d’infanterie de choc.
Citation à l’ordre de l’Armée (Décision 38, J.O. du 3 août 1954) :
Jeune officier, commandant les éléments portés de son escadron, énergique et dynamique, toujours à la pointe du combat, s’est fait maintes fois remarquer du 15 octobre 1953 au 15 février 1954 dans la région de Giang Khau, Phu Ly et Nam Dinh (Nord Viêt-Nam). Notamment le 19 octobre à Nu Nhi a, par son action menée avec sang-froid et un total mépris du danger, anéanti un groupe fortement retranché au centre du village, s’emparant d’un F.M. et de 3 fusils. Les 24 et 25 novembre à Rhoan Thon et Nguyen Doai, bien que légèrement blessé, a récupéré un fusil-mitrailleur et 16 fusils, tuant 15 rebelles et faisant 20 prisonniers. S’est tout particulièrement distingué le 8 février 1954 à Noi Che pendant l’assaut donné au village. Les chefs de groupe de tête ayant été, l’un tué, l’autre blessé, a par sa fougue entraîné en avant ses pelotons, mettant personnellement hors de combat des rebelles et récupérant plusieurs armes.
Cette citation comporte l’attribution de la Croix de Guerre des T.O.E. avec palme.

Citation à l’ordre de l’Armée (Décision 58, J.O. du 5 novembre 1954) :
Officier de grande classe qui a fait preuve de belles qualités militaires. Sévèrement blessé le 9 avril 1954 à Hung Nhuong Thuing Trang (Nord Viêt-Nam), lors de l’attaque de nuit de bivouac, a continué à diriger efficacement la défense avec le plus grand calme. Ne s’est laissé évacuer que sur ordre une fois le jour levé. S’est à nouveau distingué le 21 mai 1954 lors de la prise du village de Dai Kien (Nord Viêt-Nam), solidement tenu par une compagnie régulière. Commandant 3 pelotons à pied a su manœuvrer l’adversaire, infiltrant ses éléments, brisant des contre-attaques, faisant réduire progressivement toutes les résistances. S’est emparé du village après 3 heures de violents combats, dénombrant 45 tués, 20 prisonniers et récupérant 26 armes dont 1 canon de 57 sans recul, 2 mitrailleuses et 1 fusil-mitrailleur.
Cette citation comporte l’attribution de la Croix de Guerre des T.O.E. avec palme.

#### Maroc
Il est affecté au 1er régiment de spahis marocains aux F.F.A. le 1er avril 1955, qui part au Maroc le 11 octobre 1955.

#### Algérie
Il est muté en Algérie au 4e régiment de chasseurs à cheval le 9 septembre 1957 puis promu capitaine le 1er juillet 1958.

Il est tué au combat le 28 septembre 1958 à la mechta Keniouia, commune de Oued-Athménia et sera promu au rang d'officier de la Légion d'honneur et recevra une dernière citation :
Brillant commandant d’unité, déjà réputé pour sa bravoure et sa ténacité, s’est distingué le 2 mars 1958, lors d’un coup de main mené par les élèves-gradés dans le douar Sarraouia (secteur de Constantine) et le 26 mars dans le Chettabah (secteur de Constantine).
Lors de la reconnaissance d’officiers effectuée le 3 septembre 1958 dans la région de Djemila (secteur de Mila), a pris une part déterminante à la destruction d’un groupe rebelle, montant avec une poignée d’hommes à l’assaut d’une ferme fortifiée où l’adversaire laissait 4 tués et 2 armes de guerre.
Le 28 septembre 1958, à la tête d’une patrouille de nuit au nord d’Oued-Athménia (secteur de Constantine) a surpris un groupe rebelle dans un gourbi et l’a attaqué aussitôt avec une audace extraordinaire.

Grièvement blessé au cours de l’attaque, est un magnifique exemple de courage et d’énergie. 

## Distinctions
- Chevalier de la Légion d’honneur pour services exceptionnels de guerre en Extrême-Orient, par décret du 7 juillet 1955 (J.O. du 13 juillet 1955),
- Officier de la Légion d’honneur pour prendre rang du 28 septembre 1958 par décret du 12 février 1959 (J.O. du 18 février 1959),
- Croix de guerre 1939-1945, avec une citation à l’ordre de la Division.
- Croix de guerre des Théâtres d'opérations extérieurs avec 3 citations, 2 à l’ordre de l’Armée, 1 à l’ordre de la Division.
- Croix de la Valeur militaire avec une citation à l’ordre de l’Armée.

## Postérité
Le capitaine de Cacqueray donna son nom à la promotion 2009-2012 de l'école spéciale militaire de Saint-Cyr et au poste de montagne du 4e régiment de chasseurs à Saint-Étienne-en-Dévoluy. Il est l'objet d'un chant de promotion,.